# Disqus
Disqus — інтернет-служба, яка пропонує для вебсайтів централізовану платформу для обговорень. Служба заснована у травні 2007. Станом на 10 червня 2008, понад 150 000 користувачів і 17 000 блогів користувалися службою. На 10 серпня 2010 служба підтримувала вже 500 000 зареєстрованих аккаунтів (вебсайти, блоги) та 13 мільйонів профілів (користувачів).
Коли користувач заходить на один із сайтів, які використовують Disqus і залишає коментар, то цей коментар представляється Disqus. Якщо користувач має обліковий запис Disqus, то служба відслідковує всі коментарі цього користувача з вебсайтів, які використовують платформу Disqus.

## Історія
Disqus був вперше розроблений влітку 2007 року як стартап Y Combinator на чолі з Даніелем Ха та Джейсоном Яном, які були студентами Каліфорнійського університету в Девісі. Disqus був запущений 30 жовтня 2007 року.
На початку 2011 року Disqus залучив $10 млн фінансування від North Bridge Venture Partners та Union Square Ventures.
У березні 2011 року Disqus використовували 75% веб-сайтів, які включали сторонні системи коментування або обговорення.
5 грудня 2017 року Zeta Global оголосила, що придбала Disqus за нерозкриту суму. У своєму блозі Disqus заявив, що планує продовжувати роботу у звичайному режимі.